# Ménechme
Pour l’article homonyme, voir Les Ménechmes.
Ménechme, en grec ancien Μέναιχμος, (380-320 av. J.-C.) est un mathématicien et géomètre grec. 

## Biographie
Né à Alopeconnesos en Asie Mineure, Ménechme est le frère du mathématicien Dinostrate. Il était le disciple de Platon et d'Eudoxe. Il est avec Aristote l'un des précepteurs d'Alexandre le Grand. C'est aussi un des premiers à théoriser le Népotisme grec,
Ménechme est l’auteur de la théorie des sections coniques qui dans l'Antiquité prennent le nom de « courbes de Ménechme ». Il travaille également la duplication du cube. Il tente aussi de résoudre le problème de la duplication du cube en utilisant la parabole et l'hyperbole.